# Gabriel Rüsch
Gabriel Rüsch (* 22. Januar 1794 in Speicher; † 23. März 1856 in St. Gallen; heimatberechtigt in Speicher) war ein Schweizer Arzt, Publizist, und Politiker aus dem Kanton Appenzell Ausserrhoden.

## Leben und Wirken
Gabriel Rüsch war der Sohn des Johann Ulrich Rüsch, Mousselinefabrikant und Ratsherr, und der Anna Elisabeth Roth. Seine Frau war Wilhelmina Stäbli, Tochter des Samuel Stäbli, Salzfaktor.
Rüsch besuchte von 1805 bis 1808 die Knabenschule im Pestalozziinstitut in Yverdon. Von 1808 bis 1809 war er im Institut Antoine Monastier in Lausanne. Er absolvierte von 1809 bis 1812 eine kaufmännische Ausbildung bei seinem Vater in Speicher. Im Anschluss machte er von 1812 bis 1814 noch eine zusätzliche Ausbildung bei einem Arzt in Frauenfeld. Rüsch studierte von 1814 bis 1817 Medizin in Zürich, Tübingen und Würzburg. Von 1817 bis 1818 machte er eine Weiterbildung in Wien und Halle. Rüsch erwarb 1817 den Doktor der Medizin in Würzburg.
Ab 1818 betrieb er eine Arztpraxis in Speicher. Er übernahm die ärztliche Betreuung des Armen- und Waisenhauses sowie der ambulanten Armenpraxis. Rüsch war von 1821 bis 1840 Mitglied der Ausserrhoder Sanitätskommission. Von 1833 bis 1840 sass er in der Kantonsschulkommission. Er amtierte von 1834 bis 1835 als Ratsherr in Speicher. Von 1834 bis 1838 war er Revisionsrat. Ab 1835 bis 1838 sass er im Kleinrat. Rüsch wirkte von 1834 bis 1837 als Redaktor der Appenzeller Zeitung. Diese richtete er verstärkt auf seinen Heimatkanton Appenzell Ausserrhoden aus. Er siedelte 1840 nach St. Gallen um. Von 1847 bis 1850 war er als Badearzt in Pfäfers tätig. Rüsch veröffentlichte verschiedene Schriften zur Balneologie und Landeskunde. 1820 war er Mitgründer der ersten Lesegesellschaft Ausserrhodens in Speicher, 1823 der ersten kantonalen Gebäudeversicherungsanstalt und 1827 der Appenzellischen Ärztegesellschaft. Rüsch gründete ungefähr 1848 eine Stickereischule in Valens.
Ein Teilnachlass von Gabriel Rüsch wird in der Kantonsbibliothek Appenzell Ausserrhoden aufbewahrt.

## Schriften (Auswahl)
- Der Kanton Appenzell: Gemälde der Schweiz. Genf: Slatkine 1978 [Nachdruck der Ausgabe von 1835]. (Digitalisat der Ausgabe von 1859 auf books.google.ch, abgerufen am 22. April 2022; und Digitalisat auf digitale-sammlungen.de, abgerufen am 22. April 2022.)
- Anleitung zu dem richtigen Gebrauche der Bade- und Trinkcuren überhaupt mit besonderer Betrachtung der schweizerischen Mineralwasser und Badeanstalten. Ebnat: Abraham Keller’schen Buchhandlung  1825–1832, 3 Bände.
- Baden, im Kanton Aargau, historisch, topographisch, medizinisch beschrieben. Scheitlin und Zollikofer, St. Gallen 1842  (Digitalisat)